# Kapu
Kapu (německy Kappo) je vesnice v estonském kraji Järvamaa, samosprávně patřící do obce Järva.

## Základní údaje
Vesnice se nachází na tallinnsko-tarbatské silnici u odbočky na Koeru a Mäekülu, přibližně 3 km severovýchodně od Koeru. Má kolem padesáti obyvatel. Katastr vesnice v současnosti zahrnuje zhruba území dvou historických vesnic — jednak samotného Kapu, jednak Visusti, které bylo v roce 1977 jako vesnice administrativně zrušeno a všechna obydlí přiřazena ke Kapu.

## Dějiny
První zmínka o vesnici Kapu pochází z roku 1253, jméno vesnice se objevuje jako Kappeliz. Z roku 1564 máme zmínku o vesnici Visusti v podobě Wiszus. Roku 1694 byl v Kapu založen rytířský statek, označovaný německy jako Kappo, tedy již cele odpovídající i dnešnímu estonskému jménu. Kapu se tak stalo střediskem nevelkého panství, které do roku 1789 patřilo rodu von Wrede, poté až do roku 1919 rodu von Bremen, a se vznikem občanských samospráv v 19. století rovněž centrem samosprávné obce. Během 19. století bylo rovněž zcela přestavěno kapské panské sídlo v klasicistní zámeček, který ovšem již ve 20. letech zcela zpustl a v následných desetiletích byl rozebrán.
Kapu bylo střediskem samosprávné obce až do roku 1938, kdy byla obec ve velké správní reformě přičleněna k obci Väinjärve. Od ní byla po sovětské okupační reformě roku 1945 oddělena jako samostatný vesnický sovět Kapu na pouhé části původního území panství, ovšem tento sovět byl už roku 1954 přičleněn k vesnickému sovětu Koeru, na jehož území byla po obnovení estonské samostatnosti vytvořena roku 1992 obec Koeru, k níž vesnice a část původního panství dnes náleží.

## Slavní rodáci
- Karl Selter (1898–1958), politik a diplomat